# Vedran Runje
Vedran Runje (Sinj, 10 februari 1976) is een Kroatische gewezen voetbaldoelman.

## Carrière
Zijn professionele carrière begon hij bij het plaatselijke Hajduk Split. Voordien speelde hij bij Trogir. In 1998 werd Runje door Standard Luik aangetrokken op aanraden van Tomislav Ivić. Na drie seizoenen vertrok hij naar het Franse Olympique Marseille om er de legendarische Fabien Barthez op te volgen. Deze keerde na een paar seizoenen terug naar Marseille en verdrong Runje uit het doel. Runje keerde dan terug naar zijn oude liefde Standard Luik. Na 2 seizoenen terug bij Standard maakte hij de overgang naar het Turkse Beşiktaş JK voor een bedrag van ongeveer 1 miljoen euro. Anno juli 2007 vertrok Runje naar RC Lens voor 1 miljoen euro. Op 21 juli 2011 debuteerde Runje voor RC Lens tegen Girondins de Bordeaux (0-1 verlies). Op 30 juni 2011 verliep zijn contract bij RC Lens.
Runje speelde sinds 2006 reeds 4 wedstrijden voor de Kroatische nationale ploeg. Hij maakte zijn debuut op 15 november 2006 tegen Israël (4-3 winst).
Op 21 juli 2017 werd Verdan Runje aangetrokken door de kersverse Belgische eersteklasser Royal Antwerp FC. Hij tekende er een contract als keeperstrainer. Runje volgt er Jerry Vanacker op, die bij de club blijft als video-analist. Vanaf het seizoen 2021-2022 is Runje keeperstrainer bij FC Porto, waar hij deel uitmaakt van de staff van ex-Standard Luik ploeggenoot Sérgio Conceição.

## Spelerscarrière
| seizoen   | club                | land      | competitie                 | wed. | goals |
| --------- | ------------------- | --------- | -------------------------- | ---- | ----- |
| 1993/1994 | HNK Trogir          | Kroatië   |                            | 25   | 0     |
| 1994/1995 | HNK Trogir          | Kroatië   | 30                         | 0    |       |
| 1995/1996 | HNK Trogir          | Kroatië   | 15                         | 0    |       |
| 1995/1996 | HNK Hajduk Split    | Kroatië   | 1. Hrvatska Nogometna Liga | 0    | 0     |
| 1996/1997 | HNK Hajduk Split    | Kroatië   | 1. Hrvatska Nogometna Liga | 12   | 0     |
| 1997/1998 | HNK Hajduk Split    | Kroatië   | 1. Hrvatska Nogometna Liga | 11   | 0     |
| 1998/1999 | Standard Luik       | België    | Jupiler Pro League         | 34   | 0     |
| 1999/2000 | Standard Luik       | België    | Jupiler Pro League         | 31   | 0     |
| 2000/2001 | Standard Luik       | België    | Jupiler Pro League         | 32   | 0     |
| 2001/2002 | Olympique Marseille | Frankrijk | Ligue 1                    | 33   | 0     |
| 2002/2003 | Olympique Marseille | Frankrijk | Ligue 1                    | 36   | 0     |
| 2003/2004 | Olympique Marseille | Frankrijk | Ligue 1                    | 23   | 0     |
| 2004/2005 | Standard Luik       | België    | Jupiler Pro League         | 40   | 0     |
| 2005/2006 | Standard Luik       | België    | Jupiler Pro League         | 34   | 0     |
| 2006/2007 | Beşiktaş JK         | Turkije   | Süper Lig                  | 40   | 0     |
| 2007/2008 | RC Lens             | Frankrijk | Ligue 1                    | 44   | 0     |
| 2008/2009 | RC Lens             | Frankrijk | Ligue 1                    | 34   | 0     |
| 2009/2010 | RC Lens             | Frankrijk | Ligue 1                    | 37   | 0     |
| 2010/2011 | RC Lens             | Frankrijk | Ligue 1                    | 32   | 0     |
| Totaal    | Totaal              | Totaal    | Totaal                     | 543  | 0     |

## Statistieken

### Internationale wedstrijden
| #      | Datum      | Locatie                         | Wedstrijd                       | Uitslag | Soort Wedstrijd      | Goals |
| ------ | ---------- | ------------------------------- | ------------------------------- | ------- | -------------------- | ----- |
| 1.     | 15-11-2006 | Tel-Aviv, Israël                | Israël - Kroatië                | 3-4     | EK Kwalificatie 2008 | 0     |
| 2.     | 22-08-2007 | Sarajevo, Bosnië en Herzegovina | Bosnië en Herzegovina - Kroatië | 3-5     | Vriendschappelijk    | 0     |
| 3.     | 12-09-2007 | Andorra la Vella, Andorra       | Andorra - Kroatië               | 0-6     | EK Kwalificatie 2008 | 0     |
| 4.     | 16-10-2007 | Rijeka, Kroatië                 | Kroatië - Slowakije             | 3-0     | Vriendschappelijk    | 0     |
| 5.     | 16-06-2008 | Klagenfurt, Oostenrijk          | Kroatië - Polen                 | 1-0     | EK Groepsfase 2008   | 0     |
| 6.     | 20-08-2008 | Maribor, Slovenië               | Slovenië - Kroatië              | 2-3     | Vriendschappelijk    | 0     |
| 7.     | 06-06-2009 | Zagreb, Kroatië                 | Kroatië - Oekraïne              | 2-2     | WK Kwalificatie 2010 | 0     |
| 8.     | 12-08-2009 | Minsk, Wit-Rusland              | Wit-Rusland - Kroatië           | 1-3     | WK Kwalificatie 2010 | 0     |
| 9.     | 05-09-2009 | Zagreb, Kroatië                 | Kroatië - Wit-Rusland           | 1-0     | WK Kwalificatie 2010 | 0     |
| 10.    | 09-09-2009 | Londen, Engeland                | Engeland - Kroatië              | 5-1     | WK Kwalificatie 2010 | 0     |
| 11.    | 08-10-2009 | Rijeka, Kroatië                 | Kroatië - Qatar                 | 3-2     | Vriendschappelijk    | 0     |
| 12.    | 14-10-2009 | Nur-Sultan, Kazachstan          | Kazachstan - Kroatië            | 1-2     | WK Kwalificatie 2010 | 0     |
| 13.    | 03-03-2010 | Brussel, België                 | België - Kroatië                | 0-1     | Vriendschappelijk    | 0     |
| 14.    | 11-08-2010 | Bratislava, Slowakije           | Slowakije - Kroatië             | 1-1     | Vriendschappelijk    | 0     |
| 15.    | 03-09-2010 | Riga, Letland                   | Letland - Kroatië               | 0-3     | EK Kwalificatie 2012 | 0     |
| 16.    | 07-09-2010 | Zagreb, Kroatië                 | Kroatië - Griekenland           | 0-0     | EK Kwalificatie 2012 | 0     |
| 17.    | 09-10-2010 | Tel-Aviv, Israël                | Israël - Kroatië                | 1-2     | EK Kwalificatie 2012 | 0     |
| 18.    | 17-11-2010 | Zagreb, Kroatië                 | Kroatië - Malta                 | 3-0     | EK Kwalificatie 2012 | 0     |
| 19.    | 09-02-2011 | Pula, Kroatië                   | Kroatië - Tsjechië              | 4-2     | Vriendschappelijk    | 0     |
| 20.    | 26-03-2011 | Tbilisi, Georgië                | Georgië - Kroatië               | 1-0     | EK Kwalificatie 2012 | 0     |
| 21.    | 29-03-2011 | Saint-Denis, Frankrijk          | Frankrijk - Kroatië             | 0-0     | Vriendschappelijk    | 0     |
| 22.    | 03-06-2011 | Split, Kroatië                  | Kroatië - Georgië               | 2-1     | EK Kwalificatie 2012 | 0     |
| Totaal | Totaal     | Totaal                          | Totaal                          | Totaal  | Totaal               | 0     |

## Privéleven
Runje is getrouwd met zijn jeugdliefde Tihana samen hebben zij een zoon Roko. Vedran is de broer van Zlatko Runje die onder andere onder contract stond bij AA Gent & Hajduk Split.